# 阿根廷足球丙级联赛
阿根廷足球丙级联赛（西班牙語：Primera C Metropolitana，簡稱阿丙），是阿根廷足球联赛系统的第 4 級別和兩個第 4 級別聯賽的其中之一。另一聯賽是阿根廷全國足球乙級聯賽。
阿根廷足球丙级联赛是由20間球會，主要從布宜諾斯艾利斯和大都市區（大布宜諾斯艾利斯）組成。

## 形式
阿根廷足球丙级联赛採用雙循環賽制。一個賽季中每隊球隊需要於自己的主場和對手主場對賽。
積分排名最高的球會，在賽季結束時自動晉升為阿根廷足球乙級大都會區聯賽。積分排名第二至第八的球隊需進行升班季后賽以確定2支最高積分球隊才能得到升為阿根廷足球乙級大都會區聯賽資格。
而積分排名最低分的球會將被降級至阿根廷足球丁級聯賽作賽。積分排名第2最低分的球會需與阿根廷足球丁級聯賽升班季后賽冠軍作賽，取勝一方在下賽季可在阿根廷足球丙级联赛作賽，敗方被降級至阿根廷足球丁級聯賽作賽。

## 外部連結
- Primera C at AFA website （页面存档备份，存于） （西班牙文）